# Фукия
Фукията (на японски: 吹き矢) представлява малка куха тръба, с която се изстрелват отровни игли на разстояние до 6 m. Често тя се замаскира като част от бастун или дървена флейта. Умението за боравене с нея се нарича Фукибара Джуцу.